# Ullal
Ullal (o Ullai, Ulaul) è una suddivisione dell'India, classificata come town panchayat, di 49.862 abitanti, situata nel distretto del Kannada Meridionale, nello stato federato del Karnataka. In base al numero di abitanti la città rientra nella classe III (da 20.000 a 49.999 persone).

## Geografia fisica
La città è situata a 12° 48' 0 N e 74° 50' 60 E e ha un'altitudine di 4 m s.l.m..

## Società

### Evoluzione demografica
Al censimento del 2001 la popolazione di Ullal assommava a 49.862 persone, delle quali 24.532 maschi e 25.330 femmine. I bambini di età inferiore o uguale ai sei anni assommavano a 6.672, dei quali 3.446 maschi e 3.226 femmine. Infine, coloro che erano in grado di saper almeno leggere e scrivere erano 36.470, dei quali 19.008 maschi e 17.462 femmine.